# Helius allunga
Helius allunga là một loài ruồi trong họ Limoniidae. Chúng phân bố ở miền Australasia.